# Trientje (Boot)
Bei dem Seenotrettungsboot (SRB) Trientje handelte es sich um das erste Boot der so genannten 7-Meter-Klasse der Deutschen Gesellschaft zur Rettung Schiffbrüchiger (DGzRS). Es wurde im Jahre 1971 von der Evers-Werft in Niendorf gebaut. Die interne Bezeichnung lautete KRST 11.

## Namensgebung
Bei dem Namen Trientje handelt es sich um einen friesischen Frauennamen. Im November 1992 wurde das SRB umgetauft auf den Namen Mövenort, die Bezeichnung der Nordspitze der Insel Rügen.

## Technische Ausstattung
Das Seenotrettungsboot war mit Funkanlagen, Fremdlenzpumpe und einer Bergungspforte ausgestattet.

## Stationierungen
Der erste Stationierungsort war Maasholm. Von dort wurde es 1992 für eine kurze Zeit nach Ueckermünde verlegt; bereits am 19. November 1992 erfolgte die Verlegung nach Freest, dort wurde das Boot umgetauft auf den Namen Mövenort.
Die Außerdienststellung des Bootes bei der DGzRS erfolgte im Juli 1993. Das Boot wurde an einen Verein in Schilksee verkauft, von dem es den Namen Günther Bresse erhielt. Dieser Verein verkaufte das Boot im Jahre 2000 in private Hände.
Heute (2005) liegt das Boot im restaurierten und funktionstüchtigen Zustand in einem Yachthafen am Rhein-Herne-Kanal.

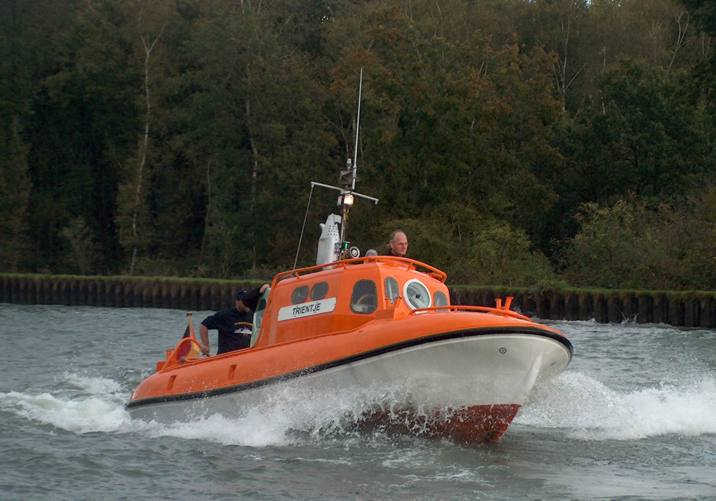
Ehemaliges Seenotrettungsboot der 7-m-Klasse Trientje auf dem Rhein-Herne-Kanal 2004